# Geoemydidae
Geoemydidae zijn een familie van schildpadden (Testudines). De groep werd voor het eerst wetenschappelijk beschreven door William Theobald in 1868. Er is nog geen eenduidige Nederlandse naam voor deze familie, die soms wordt aangeduid met moerasschildpadden van de Oude Wereld. Lange tijd stond deze groep bekend onder de wetenschappelijke naam Bataguridae. De twee families bleken echter sterk aan elkaar verwant en werden ingedeeld in een enkele familie; Geoemydidae.
Er zijn in totaal 69 soorten in 19 geslachten. Zes geslachten zijn monotypisch en worden slechts door een enkele soort vertegenwoordigd.

## Verspreiding en habitat
De leden van deze familie komen op alle continenten voor, behalve in Australië en Antarctica. In Europa komen de vertegenwoordigers alleen in het zuiden voor en in Afrika enkel in het noorden. Alle soorten zijn bewoners van moerassen en zoetwaterrivieren.

## Levenswijze
De diverse soorten lopen qua uiterlijk sterk uiteen, en ook de maximale schildlengte varieert van 13 tot 80 centimeter. De meeste soorten leven in rivieren maar zijn niet heel sterk aan water gebonden, hoewel er maar weinig Geoemydidae zijn die ver van een waterbron worden aangetroffen. Veel soorten eten planten en/of aas en zijn herbivoor of omnivoor. Een klein aantal soorten is carnivoor en jaagt op kleine waterdieren als slakken of tweekleppigen.

## Taxonomie
Onderstaand een lijst van geslachten. Sommige namen, zoals de aardschildpadden, slaan op meerdere geslachten. Sommige geslachten, zoals Chinemys, Hieremys en Ocadia zijn bij de nieuwe indeling van Fritz & Havaš in 2007 komen te vervallen.
Familie Geoemydidae
- Geslacht Batagur
- Geslacht Cuora
- Geslacht Cyclemys
- Geslacht Geoclemys
- Geslacht Geoemyda
- Geslacht Hardella
- Geslacht Heosemys
- Geslacht Leucocephalon
- Geslacht Malayemys
- Geslacht Mauremys
- Geslacht Melanochelys
- Geslacht Morenia
- Geslacht Notochelys
- Geslacht Orlitia
- Geslacht Pangshura
- Geslacht Rhinoclemmys
- Geslacht Sacalia
- Geslacht Siebenrockiella
- Geslacht Vijayachelys